# معين شريف
معين شريف (15 مايو 1972 -) مغني لبناني.

## حياته
ولد في بعلبك وأصله من ضيعة اليمونة. عندما كان في سن الثامنة اكتشفت والدته موهبته الغنائية فأحضرت له أساتذة لتعليم الموسيقى، تعلم على البيانو وعلى العود، كان يأخذ عوده الخاص به ويذهب إلى نهر في ضيعته كان يجلس بقربه ويستلهم قدراته الرائعة لكي يدرب صوته حتى أصبح بهذا المستوى الرائع.
توفي والده وعمره ثمانية وعشرين وبعده بسنتين توفيت والدته، عاش مع إخوته وتابع تعليمهم وتربيتهم انشغل عن الغناء بسبب موت والديه، تخطى هذه المرحلة وتابع مسيرته الفنية مع أعمال جديدة مثل«نصيبي» و «أهل الخير»

## مشواره المهني
شارك في برنامج ليالي لبنان عندما كان عمره 12 سنة، استضافوه في هذا البرنامج ولم يكن متسابقا لأنه كان صغير السن ولكن لتقديمه كموهبة صغيرة السن وغنى أغنية صعبة جدا للمطرب الكبير وديع الصافي كانت بعنوان ((عم حلفك بالغصن يا عصفور)). وذلك لولعه الشديد بالمطرب الكبير وديع الصافي.
شارك في برنامج ستديو الفن في عام 1994 وتخرج منه وقد حصل على كثير من الجوائز طوال مسيرته الغنائية، أصدر ألبومات خاصة به.
لقّب نفسه ((بمطرب الجيلين)) لكي يواكب الجيل الصاعد في الأغاني الصاخبة ولكي يحافظ على التراث اللبناني الأصيل.
تعلم في مدرسة الأستاذ وديع الصافي وقد اعتبر الأستاذ الصافي معين شريف أنه الابن الروحي له.
شارك في كثير من المهرجانات وقد غنى بصحبة الفنانة أصالة نصري في كثير من الحفلات أغنية للأستاذ وديع الصافي وفيروز.
وقع معين عقدا مع شركة روتانا و art الموسيقى لكنه لم يجدد العقد بسبب خلافات مع الشركة بعد اتهامه لها بإفساد الفن العربي.

### حياته الشخصية
تزوج عام 2006 من اللبنانية" مريم شريف ورزق منه بثلاثة أبناء معين، منى وعلي 

## ألبومات
| الألبوم               | العام | المنتج     |
| --------------------- | ----- | ---------- |
| زمن الأوغاد           | 1998  |            |
| رجوعك                 | 1998  | روتانا     |
| نصيبي                 | 2001  | روتانا     |
| معين شريف 2004        | 2004  | روتانا     |
| قلبك طيب              | 2007  | روتانا     |
| أجمل ما غنى معين شريف | 2009  | روتانا     |
| وديعات 1              | 2011  | لورد ساوند |
| وديعات 2              | 2012  | لورد ساوند |

## فيديو كليب
| الأغنية                    | المخرج           |
| -------------------------- | ---------------- |
| رجوعك                      | باسم كريستو      |
| زرع التحرير                | ناصر فقيه        |
| حبيبي يا أمل بكرة          | سعيد الماروق     |
| نصيبي                      | وليد ناصيف       |
| الساعة 12بنص الليل         | سعيد الماروق     |
| يا أهل الخير               | طوني قهوجي       |
| قلبك طيب                   | وليد ناصيف       |
| أصعب كلمة                  | وليد ناصيف       |
| ما بتركك                   | زياد خوري        |
| قطعني قلبي                 | سعيد الماروق     |
| سورية الفرح بمشاركة رضا    | صفوان مصطفى نعمو |
| صاير حنون                  | نضال بكاسيني     |
| كنا مبارح بمشاركة أيمن رضا | ابراهيم قاسم     |
| جيبي مخروم                 | زياد خوري        |

## أغاني مسلسلات
| المسلسل | سنة الإنتاج  |
| ------- | ------------ |
| 2003    | زمن الأوغاد  |
| 2008    | الحوت        |
| 2009    | قاع المدينة  |
| 2019    | دقيقة صمت    |
| 2020    | رصيف الغرباء |
| 2021    | الكندوش      |